# متبیلیلند

محل متبیلیلند در نقشه زیمبابوه.

مَتِبیلیلَند (Matabeleland) (که ماتابله‌لند هم نوشته شده) نام منطقه‌ای است در جنوب کشور زیمبابوه میان رودخانه‌های لیمپوپو و زامبزی. مساحت این منطقه ۱۸۱۶۰۵ کیلومتر مربع شهر اصلی آن بولاوایو است.
متبیلیلند سه استان به نام‌های متبیلیلند شمالی، متبیلیلند جنوبی، و بولاوایو را دربر می‌گیرد. در متبیلیلند غلات، شکر، و کتان کشت می‌شود و از نظر منابع طلا نیز غنی است.
جمعیت متبیلیلند در حدود دو میلیون نفر است و مردم آن از قبایل ندیبله، تونگا، کالانگا، وندا و دیگر قبایل تشکیل شده‌اند. در کنار بولاوایو دیگر شهرهای مهم منطقه عبارتند از پلوم‌تری و هوانگه. سرزمین متبیلیلند حاصلخیز اما کم‌باران است. به خاطر کمبود آب رشد صنایع نیز در این منطقه کم بوده و مخالفان دولت موگابه این دولت را متهم به بی‌توجهی به متبیلیلند می‌کنند.

## پیشینه
ساکنان متبیلیلند را از سال ۱۸۳۰ میلادی به این‌سو قوم ندیبله تشکیل می‌دهند که شاخه‌ای از قوم زولو هستند که در شرق زندگی می‌کنند. از سال ۱۸۳۷ تا ۱۸۹۳ متبیلیلند امروزی هسته منطقه‌ای را تشکیل می‌داد که تبدیل به پادشاهی مستقل متبیلی شده بود.
متبیلی در اوایل قرن گذشته به تصرف نیروهای استعماری بریتانیا درآمد (جنگ دوم متبیلی). در ۲۵ ژوئیه سال ۱۸۹۶ جنگ‌های خونین میان سپاهیان استعماری انگلستان و قبایل سیاهپوست ساکن سرزمین امروزی" رودزیا "با عقد قراردادی میان رؤسای قبایل و یک سیاستمدار ورزیده انگلیسی به نام" سیسیل رودز "پایان یافت. در این قرارداد، قبایل متبیلی تعهد کردند که کاری به انگلیسی‌ها نداشته باشند و به این ترتیب، انگلیسی‌ها در سرزمینی که" رودز "نام خود را بر آن نهاده بود مسلط شدند.
پس از استقلال در ۱۹۸۰، جنگی داخلی کشور را در بر گرفت و اعضای تیپ نظامی پنجم متهم به شرکت در قتل‌عام هزاران شهروند در متبیلیلند در ناحیهٔ ندیبله شدند. رابرت موگابه که کشورش را به سوی استقلال رهبری کرد در سال ۱۹۸۳ دست به کشتار گسترده مخالفانش در متبیلیلند زد.